# 青少年杂志列表
本表主要举例出各国青少年杂志。

## 列表
- 16（英语：16 (magazine)）
- 20 Ans（英语：20 Ans）
- 美國啦啦隊雜誌（英语：American Cheerleader）
- Bananas（英语：Bananas (literary magazine)）
- Bis
- Bliss（英语：Bliss (magazine)）
- Bop（英语：Bop (magazine)）
- 男孩的生活
- Bravo （德国）
- Brio（英语：Brio (magazine)）
- Cicada（英语：Cricket (magazine)#Cricket_Media_children's_magazines）
- The Contributor（英语：The Contributor (LDS publication)）
- Cricket（英语：Cricket (magazine)）
- Dolly（英语：Dolly (magazine)）
- Dynamite（英语：Dynamite (magazine)）
- Elle Girl（英语：Elle Girl）
- epop（马来西亚）
- Everybody's
- Expreszo（英语：Expreszo）
- Faze（英语：Faze (magazine)）
- Frida（英语：Frida (magazine)）
- Girlfriend（英语：Girlfriend (magazine)）
- 女孩生活雜誌（英语：Girls' Life (magazine)）
- Imagine（英语：Imagine (educational magazine)）
- J-14（英语：J-14 (magazine)）
- JVibe（英语：JVibe）
- K-Zone（英语：K-Zone）
- Kishor Alo（英语：Kishor Alo）
- Kishore Bangla（英语：Kishore Bangla）
- KISS（英语：Kiss (Irish magazine)）
- Logan（英语：Logan (magazine)）
- M Magazine（英语：M Magazine）
- Mad About Boys（英语：Mad About Boys）
- MensEGG（英语：MensEGG）
- MH-18（英语：MH-18 (magazine)）
- Muslim Girl（英语：Muslim Girl）
- New Era（英语：New Era (magazine)）
- Nicola（英语：Nicola (magazine)）
- niNe. magazine（英语：nine magazine）
- Otaku USA（英语：Otaku USA）
- Petticoat（英语：Petticoat magazine）
- Płomyk（英语：Płomyk）
- Popstar!（英语：Popstar!）
- Popteen
- Pravda（英语：Pravda (Lithuania)）
- Ranzuki（英语：Ranzuki）
- Sassy（英语：Sassy (magazine)）
- Seventeen
- Shameless（英语：Shameless (magazine)）
- Shout（英语：Shout (magazine)）
- Smile（英语：Smile (magazine)）
- Sports Illustrated Kids（英语：Sports Illustrated Kids）
- Teen（英语：Teen (magazine)）
- Teenage Survival Handbook（英语：Teenage survival handbook）
- Teen Beat（英语：Teen Beat）
- Teen Ink（英语：Teen Ink）
- Teen Now（英语：Teen Now） （英国）
- Teen People
- Teen Scene（英语：Teen Scene (magazine)）
- TeenSet（英语：TeenSet）
- Teen Vogue（英语：Teen Vogue）
- Teen Voices（英语：Teen Voices）
- Tiger Beat
- Twist（英语：Twist (magazine)）
- Unish-Kuri（英语：Unish-Kuri）
- Vervegirl（英语：Vervegirl）
- Vivi
- Wave（英语：Wave (magazine)）
- Yes!
- YGA（英语：YGA (magazine)）
- Young Woman's Journal（英语：Young Woman's Journal）